# きさらぎ駅 Re:
『きさらぎ駅 Re:』（きさらぎえき り）は、2025年6月13日に公開された日本映画。
2022年に公開された映画『きさらぎ駅』の3年後を描く続編となる。監督は前作に引き続き永江二朗、主演は本田望結。

## キャスト

### 主要人物
宮崎明日香（みやざき あすか）
演 - 本田望結
高校生の時にきさらぎ駅に迷い込み、3年前に春奈に助けられる形で帰還している。外見は行方不明となった20年前のまま。
堤春奈（つつみ はるな）
演 - 恒松祐里
3年前の大学生の時にきさらぎ駅に純子から聞いた手順でたどり着くが、そのまま異世界に取り残されている。

### きさらぎ駅からの帰還者
葉山純子（はやま すみこ）
演 - 佐藤江梨子
「きさらぎ駅」の投稿者「はすみ」とされる女性。
葉山凛（はやま りん）
演 - 瀧七海
純子と同居している姪。世間からのバッシングを恐れた純子により、外出しないように自宅に軟禁されていた。
花村貴史（はなむら たかし）
演 - 芹澤興人
ほろ酔いのサラリーマン。帰還後に自宅に引きこもっている。貴史が行方不明の間に妻は娘を連れて再婚していた。
※ 飯田大輔と一緒に行動していた松井美紀と岸翔太も帰還しているが、美紀は精神を病んで入院中、翔太は自死していた。

### きさらぎ駅に囚われた人々
飯田大輔（いいだ だいすけ）
演 - 寺坂頼我
気弱な青年。きさらぎ駅へ迷い込んだままとなっている。
ハヤト
演 - 大川泰雅
浜松のホスト。
鎌田（夫）
演 -  柴田明良
きさらぎ駅に現れた喪服の男性。
鎌田（妻）
演 -  中島淳子
きさらぎ駅に現れた喪服の女性。

### メディア関係者
角中瞳
演 - 奥菜恵
テレビ局の映像ディレクター。「空白の20年間をきさらぎ駅で過ごした」と証言する明日香に1年をかけて密着取材し、放送しようとする。

### 明日香の家族
宮崎春江
演 - 高橋かすみ
明日香の母。認知症を患っている。

### 異世界の人たち
謎の老人
演 - 野口雅弘
「危ないから線路の上歩いちゃだめだよ」と繰り返し、猛スピードで追いかけてくる。
親切なおじさん
演 - 坪内守
「伊佐貫トンネル」を出た所で車で通りかかる。

## スタッフ
- 監督 - 永江二朗
- 脚本 - 宮本武史[10]
- 主題歌 - 弌誠「ガタゴト」（VAP）[11]
- 配給 - イオンエンターテイメント[1][10]
- 企画・制作プロダクション - キャンター[1]
- 製作 -「きさらぎ駅 Re:」製作委員会（イオンエンターテイメント、キャンター、BBB、博報堂DYミュージック&ピクチャーズ）[1]